# Chloroclystis dentifera
Ardonis dentifera là một loài bướm đêm trong họ Geometridae.